# André Albertin

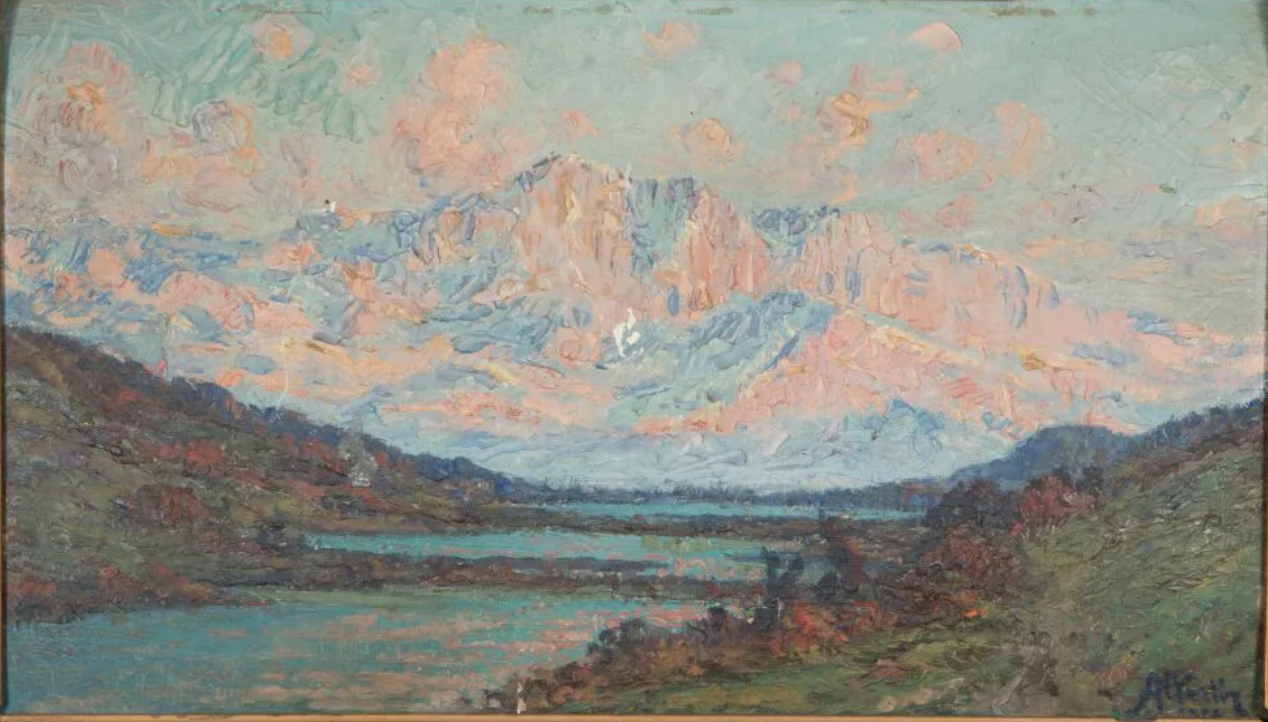
André-Albert Albertin „Les Lacs de Laffrey, soir d’automne“

André-Albert Albertin (* 4. Juni 1867 in Grenoble; † 20. Oktober 1933 ebenda) war ein französischer Landschaftsmaler, Aquarellist, Journalist und Kunstkritiker.

## Leben
Er gehörte der Künstlergruppe der École dauphinoise an, welche von dem Maler Jean Achard nach dem Vorbild der Malerschule von Barbizon gegründet wurde. Wie deren Mitglieder lehnten auch diese Landschaftsmaler die klassische Salonmalerei ab und erstellten ihre Gemälde in realistischer Pleinair-Manier.
Albertin wurde zunächst Schüler des aus Saint-Marcellin stammenden Malers Alexis-Paul Pachot d’Arzac, bevor er später Schüler von Abbé Laurent Guétal und Ernest Hareux wurde. Zu seinem Werk zählen fast ausschließlich Landschaften, welche sich in der Umgebung von Grenoble, dem Dauphiné und entlang des Flusses Isère finden. Weiterhin sind von ihm ein paar Motive aus Savoyen bekannt. Im Jahr 1895 war er erstmals mit einem Gemälde beim Pariser Salon präsent. Weitere Teilnahmen mit je einem Werk lassen sich für die Jahre 1896 und 1899 nachweisen.
Seine Gemälde zeichnen sich durch eine leichte Pinselführung, eine klare, transparente Farbgebung und kräftige Lichteffekte aus, welche die sinnliche Freude beim Kontakt und Erleben der unberührten Natur wiedergeben.
Neben seiner Arbeit als Maler war Albertin auch unter den Pseudonymen André Lefranc oder auch de Luc als Journalist und Kunstkritiker für die Zeitung République de l’Isère tätig.

## Werke (Auswahl)
- Vers le soir. Les Roches de Barne-Bigou en dessous de Fontaine (1896), Öl auf Leinwand
- Le Taillefer pris aux environs du Rondeau (1898), Öl auf Leinwand
- Vallée de l’Isère et Chartreuse, Öl auf Leinwand
- Les lacs de Laffrey, soir d’automne, Öl auf Pappe
- La montagne du Moucherette; environs de grenoble
- A Echirolles, près Grenoble; premiers jours d’automne
- Lever de lune en octobre; à Beaulieu, environs de Saint-Marcellin (Isère)